# Kamil Gradek
Kamil Gradek (Koziegłowy, Voivodat de Silèsia, 17 de setembre de 1990) és un ciclista polonès, professional des del 2013. De les seves victòries destaca el Memorial Andrzej Trochanowski i la Volta a la Xina. Actualment corre amb l'equip Bahrain Victorious

## Palmarès
- 2011
  -  Campió de Polònia en contrarellotge sub-23
- 2012
  -  Campió de Polònia en contrarellotge sub-23
- 2013
  -  Campió de Polònia en contrarellotge per parelles (amb Paweł Bernas)
  - Vencedor d'una etapa de la Bałtyk-Karkonosze Tour
- 2014
  - 1r al Memorial Andrzej Trochanowski
  - 1r a la Volta a la Xina I i vencedor d'una etapa
  - Vencedor d'una etapa de la Cursa de Solidarność i els Atletes Olímpics
- 2017
  - 1r a la Ronda van Midden-Nederland
- 2020
  -  Campió de Polònia en contrarellotge

### Resultats al Giro d'Itàlia
- 2019. 129è de la classificació general
- 2020. 104è de la classificació general

### Resultats al Tour de França
- 2022. 118è de la classificació general

### Resultats a la Volta a Espanya
- 2023. 130è de la classificació general